# Раффаеле Д'Аквіно
Раффаеле Д'Аквіно (італ. Raffaele D'Aquino, 23 листопада 1903, Трані — ?) — італійський футболіст, що грав на позиції півзахисника. По завершенні ігрової кар'єри — тренер.
Виступав, зокрема, за клуб «Рома».

## Ігрова кар'єра
У дорослому футболі дебютував 1927 року виступами за команду «Новара», в якій провів три сезони.
В 1928 році перейшов у клуб «Рома». Відіграв за «вовків» наступні п'ять сезонів своєї ігрової кар'єри. Клуб виступав у новоствореній Серії А. В 1931 році команда стала срібним призером чемпіонату, поступившись у турнірній таблиці лише «Ювентусу».
Того ж року «Рома» дебютувала в Кубку Мітропи. В чвертьфіналі команда перемогла чехословацьку «Славію» (1:1, 2:1). У півфіналі «Рома» двічі поступилась австрійській «Вієнні» (2:3, 1:3) і вибула зі змагань.
Двічі у складі «Роми» ставав бронзовим призером чемпіонату Італії в 1929 і 1932 роках.
Згодом з 1933 по 1936 рік грав у складі команди «Піза», після чого ще рік виступав у клубі «Понтедера».
Завершив ігрову кар'єру в команді «Гроссето».

## Кар'єра тренера
Розпочав тренерську кар'єру, ще продовжуючи грати на полі, 1939 року, очоливши тренерський штаб клубу «Гроссето».
1942 року став головним тренером команди «Сіракуза». Також тренував футбольний клуб «Кальярі» в 1946—1948 роках.

### Статистика виступів у кубку Мітропи
| №                      | Розіграш               | Стадія                 | Дата та місце проведення | Команда 1              | Рахунок                                           | Команда 2      | Голи та інші дії |
| ---------------------- | ---------------------- | ---------------------- | ------------------------ | ---------------------- | ------------------------------------------------- | -------------- | ---------------- |
| 1                      | 1931                   | 1/4                    | 4.07.1936, Прага         | Славія (Прага)         | 1:1 [Архівовано 6 серпня 2020 у Wayback Machine.] | Рома           |                  |
| 2                      | 1931                   | 1/4                    | 12.07.1936, Рим          | Рома                   | 2:1 [Архівовано 27 січня 2020 у Wayback Machine.] | Славія (Прага) |                  |
| 3                      | 1931                   | 1/2                    | 20.09.1931, Рим          | Рома (Рим)             | 2:3 [Архівовано 14 січня 2021 у Wayback Machine.] | Ферст Вієнна   |                  |
| 4                      | 1931                   | 1/2                    | 24.09.1931, Відень       | Ферст Вієнна           | 3:1 [Архівовано 14 січня 2021 у Wayback Machine.] | Рома (Рим)     |                  |
| Всього у кубку Мітропи | Всього у кубку Мітропи | Всього у кубку Мітропи | Всього у кубку Мітропи   | Всього у кубку Мітропи | 4                                                 |                | 0                |

## Титули і досягнення
- Срібний призер Серії А (1):

«Рома»: 1930–1931
- Бронзовий призер Серії А (2):

«Рома»: 1928–1929, 1931–1932